# آی-موبایل
آی-موبایل (انگلیسی: I-Mobile) شرکت الکترونیک تایلندی است، که در سال ۱۹۹۵ تأسیس شد.